# Un toit pour les abeilles
Un toit pour les abeilles est une entreprise qui a pour but de participer à la préservation des abeilles au travers de parrainages de ruches proposés aux particuliers et aux entreprises.

## Histoire
L'entreprise a été fondée en Charente-Maritime en 2010 par un apiculteur, Régis Lippinois, pour aider les apiculteurs à s'installer et à pérenniser leur activité. 

## Objectif
On estime qu'environ 30 % des colonies d’abeilles disparaissent chaque année pour des raisons diverses : pesticides, pollution, monoculture, parasites (varroa) et prédateurs (comme le frelon asiatique). Selon les régions, la mortalité annuelle peut atteindre 80 %. 

## Fonctionnement

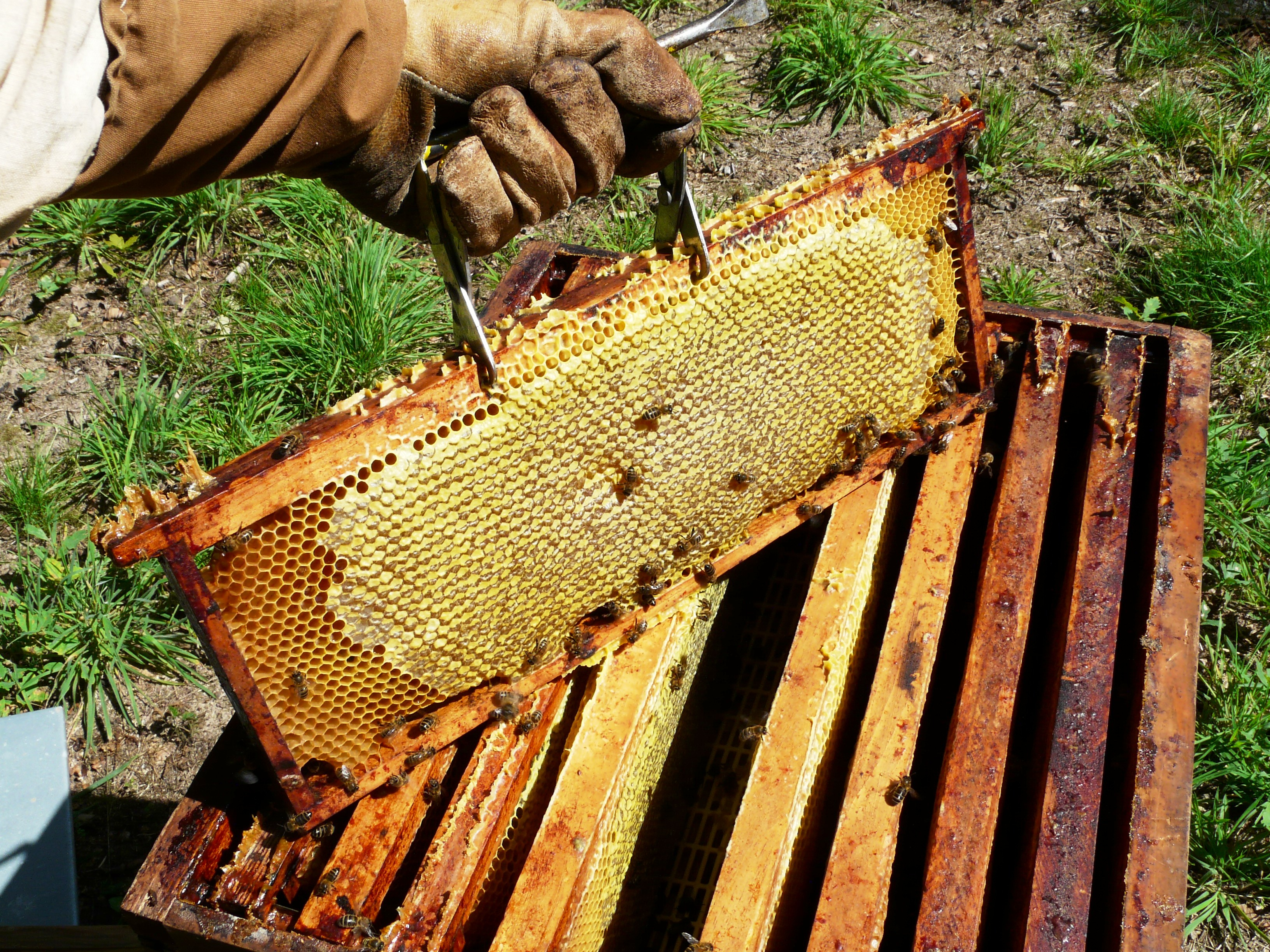
Abeilles et ruches

En 2022, plus de 3 380 entreprises et 96 000 particuliers sont inscrits au programme Un toit pour les abeilles et parrainent plus de 10 000 ruches en France (chaque ruche a une population d'environ 40 000 individus). Plus de 150 apiculteurs, bio ou traditionnels, sont inscrits pour bénéficier des parrainages. Certaines ruches connectées permettent également au parrain de suivre à distance l'évolution de la colonie et de voir le poids de la ruche (donc la quantité de miel produite).
Les clients (particuliers ou entreprises) parrainent une ou plusieurs ruches sous forme d'un paiement mensuel,. En échange, le filleul envoie des pots de miel issus de sa récolte une ou plusieurs fois par an et diffuse régulièrement des informations sur le rucher (lettre d'information, photos, ...).
Le parrain peut également assister à des journées portes ouvertes ou autres activités de sensibilisation proposées par le filleul. 
Le budget de l'entreprise se répartit comme suit: 
- 50 % sert à acheter du miel aux apiculteurs à un prix supérieur à celui du marché (pour leur permettre une production raisonnée)

- 30 % est utilisée comme aide aux producteurs en difficulté
- Le reste sert aux frais de fonctionnement internes et à la communication